# Pterotricha aethiopica
Pterotricha aethiopica är en spindelart som först beskrevs av Ludwig Carl Christian Koch 1875.  Pterotricha aethiopica ingår i släktet Pterotricha och familjen plattbuksspindlar.
Artens utbredningsområde är Etiopien. Inga underarter finns listade i Catalogue of Life.